# الفتح الإسلامي لسجستان
هو فتح اسلامي لأقليم سجستان ببلاد فارس وهذا الفتح خطط له الأمويون في عهد معاوية بن أبي سفيان.

## البداية
ولى معاوية بسر بن أبي ارطأة على البصرة وأمره بفتح سجستان وأرسل بسر عبد الله بن سوار الذي فتحها صلح

## الإنتفاضة
عندما عزل معاوية بسر وولى عبد الله بن عامر بن كريز على البصرة كلفه بفتح سجستان مجددا بعد كفرهم.

## إرسال الجيش
أرسل عبد الله عامله عبد الرحمن بن سمرة
وأتى عبد الرحمن بجيش مع القادة الآتيين:
عباد بن الحصين الحبطي التميمي...و
عبد الله بن خازم السلمي وعمر بن عبيدالله بن معمر القرشي والمهلب بن أبو صفرة الأزدي وقطري بن الفجاءة المازني التميمي حيث تمكنو جميعهم من فتح زابل وزارنج وخرج إليهم زونبيل وحاربهم لكنهم هزموه وفتحوا سجستان .

## محاولة تثبيت الفتح
أرسل زياد بن أبيه عامله الربيع بن زياد الحارثي الذي فتح قهستان وسجستان وحارب الفرس والترك فيهما .